# Veli Mahmud Pasza
Veli Mahmud Pasza Angelović (serb. Махмуд-паша Анђеловић, tur. Veli Mahmud Paşa, ur. 1420, zm. 18 lipca 1474) – wielki wezyr imperium osmańskiego w latach 1456–1466 i 1472–1474 greckiego pochodzenia.

## Życiorys
Pochodził z rodu Filantropenosów, których przedstawiciele: Aleksy Angelos Filantropenos (ok. 1373 – ok. 1390) i Manuel Angelos Filantropenos (ok. 1390 – ok. 1393) władali Tesalią. Po podboju Tesalii przez Turków rodzina przeniosła się do Serbii do miejscowości Novo Brdo. Jego bratem był Michał Angelović. W 1427 roku podczas najazdu osmańskiego na Serbię został porwany. Został wychowany na muzułmanina jako Mahmud Pasza. Był zdolnym żołnierzem. Wyróżnił się podczas oblężenia Belgradu (1456). W nagrodę został podniesiony do pozycji wielkiego wezyra. W 1461 roku towarzyszył sułtanowi Mehmedowi II w jego kampanii przeciwko Cesarstwu Trapezuntu. W okresie upadku Trapezuntu wszedł w kontakt ze swoim kuzynem Jerzym Amirutzesem. Wynegocjował z nim pokojowe przejęcie cesarstwa. W 1463 doprowadził do wcielenia Bośni do państwa tureckiego. W 1468 w wyniku intryg utracił stanowisko. W 1472 roku powrócił na urząd wielkiego wezyra. W 1474 został odwołany z urzędu. Przez pół roku był więziony. 18 lipca 1474 został stracony w więzieniu Siedmiu Wież w Konstantynopolu.